# Åsskard
Åsskard är en kyrkby i Surnadals kommun i Møre og Romsdal fylke i västra Norge. Byn ligger vid fylkesväg 65, där denna passerar den innersta änden av Åsskardfjorden. Här finns Åsskards kyrka.
Byn utgjorde tidigare centralort i dåvarande Åsskards kommun.